# Fernando Pereira (fotógrafo)
Fernando Pereira (10 de mayo de 1950 - 10 de julio de 1985) fue un fotógrafo independiente neerlandés, nacido en Portugal. Murió al ahogarse en la embarcación Rainbow Warrior, propiedad de Greenpeace en julio de 1985, siendo atacado por dos minas submarinas puestas por dos agentes franceses.
El atentado a la embarcación tenía como fin que esta quedara irreparable. Una primera bomba ya había afectado la estructura de la embarcación. Pereira se quedó en el interior del barco para buscar su cámara y otros equipos costosos. En eso, una segunda explosión, más potente, cuyo objetivo era hundir el barco, provocó una avalancha enorme de agua marina y con la que él se ahogó.
El Rainbow Warrior era parte de una flotilla de yates de protesta contra Francia, país que desarrollaba pruebas nucleares en el Atolón de Mururoa. El barco estaba a punto de partir para una campaña de manifestaciones legales en aguas internacionales próximas a las zonas de operaciones militares francesas.

## La noche del atentado
El miércoles 10 de julio de 1985, el buque insignia de Greenpeace, Rainbow Warrior, estaba amarrado en el muelle de Auckland Marsden; había llegado a Nueva Zelanda desde Vanuatu tres días antes - una semana después que el presidente Haruo Remeliik hubiera sido asesinado en Belau-.
Sin que los activistas de Greenpeace supieran del plan, los agentes secretos franceses Jacques Camurier y Alain Tonel, en un bote inflable, recorrieron el tramo de 2 km que separaban la bahía Mechanics del puerto. Cuando llegaron, los dos nadaron bajo el agua llevando las bombas. Colocaron la bomba más pequeña en el sector de la hélice, y la otra junto a las máquinas. Las bombas estallaron a las 11:50 a. m.
La primera explosión creó un agujero del tamaño de una puerta de garaje en la sala de máquinas. La fuerza de la explosión fue tan poderosa que el buque de carga Marsden en el otro lado del muelle fue lanzado cinco metros de lado. El Rainbow Warrior rápidamente se hundió y tocó el suelo del puerto. Pereira bajó corriendo por una escalera estrecha a uno de los camarotes de popa para rescatar sus cámaras. La segunda explosión probablemente le sorprendió allí, sitio donde se ahogó con las correas de las cámaras enredadas alrededor de sus piernas.
En junio de 1995, la hija de Pereira, Marelle (de 8 años al momento de su muerte), hizo un llamado en el diario francés Libération pidiendo que cualquiera que estuviera involucrado en la operación del bombardeo le dijera lo que realmente había sucedido en el atentado: "Ahora tengo 18, soy adulta y creo que tengo el derecho a saber exactamente los hechos sucedidos alrededor de la explosión que costó la vida de mi padre", escribió. También viajó a Nueva Zelanda para entrevistarse con el ex primer ministro David Lange y los activistas de Greenpeace que se embarcaron en el Rainbow Warrior.

## Las actualizaciones posteriores
En el vigésimo aniversario del hundimiento, se reveló que el presidente francés François Mitterrand había autorizado personalmente el atentado. El almirante Pierre Lacoste hizo una declaración diciendo que la muerte de Pereira pesaba sobre su conciencia. También en ese aniversario, el canal de televisión local trató de acceder a una grabación de video hecha en la audiencia preliminar, donde los dos agentes se declaraban culpables. Sin embargo, el video ha permanecido bajo reserva como parte del expediente judicial desde la conclusión del proceso penal, pues los dos agentes, a pesar de haber escrito dos libros sobre el incidente, se oponen a la liberación de las imágenes e incluso han llevado el caso a la Corte de Apelaciones de Nueva Zelanda, y posteriormente a la Corte Suprema de Nueva Zelanda.
En 2006, Antoine Royal, hermano de la candidata a la Presidencia francesa Segolène Royal, reveló en una entrevista que su hermano, Gérard Royal un exoficial de inteligencia francesa había sido el agente que puso las bombas en el Rainbow Warrior.

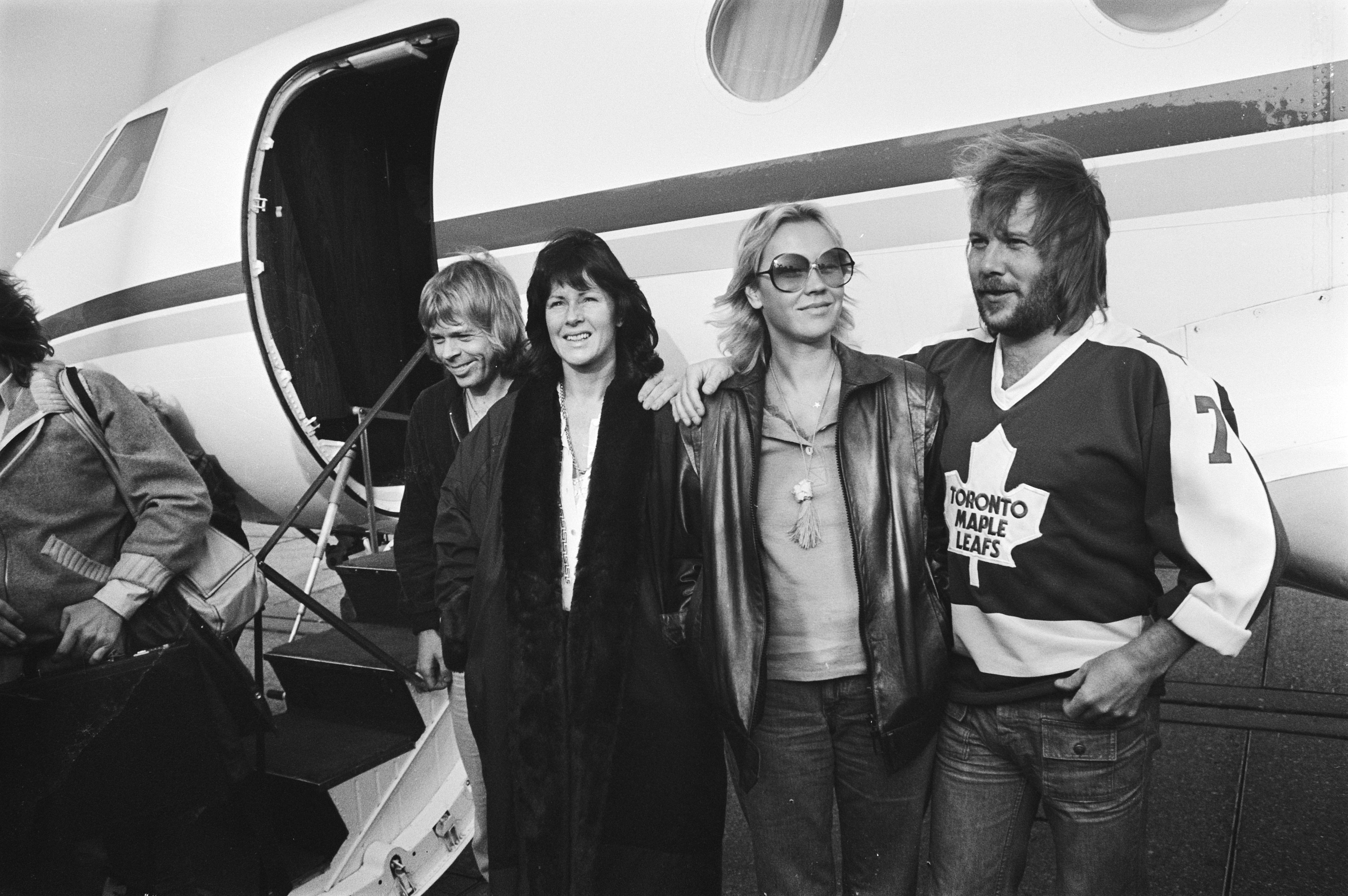
ABBA (1979)
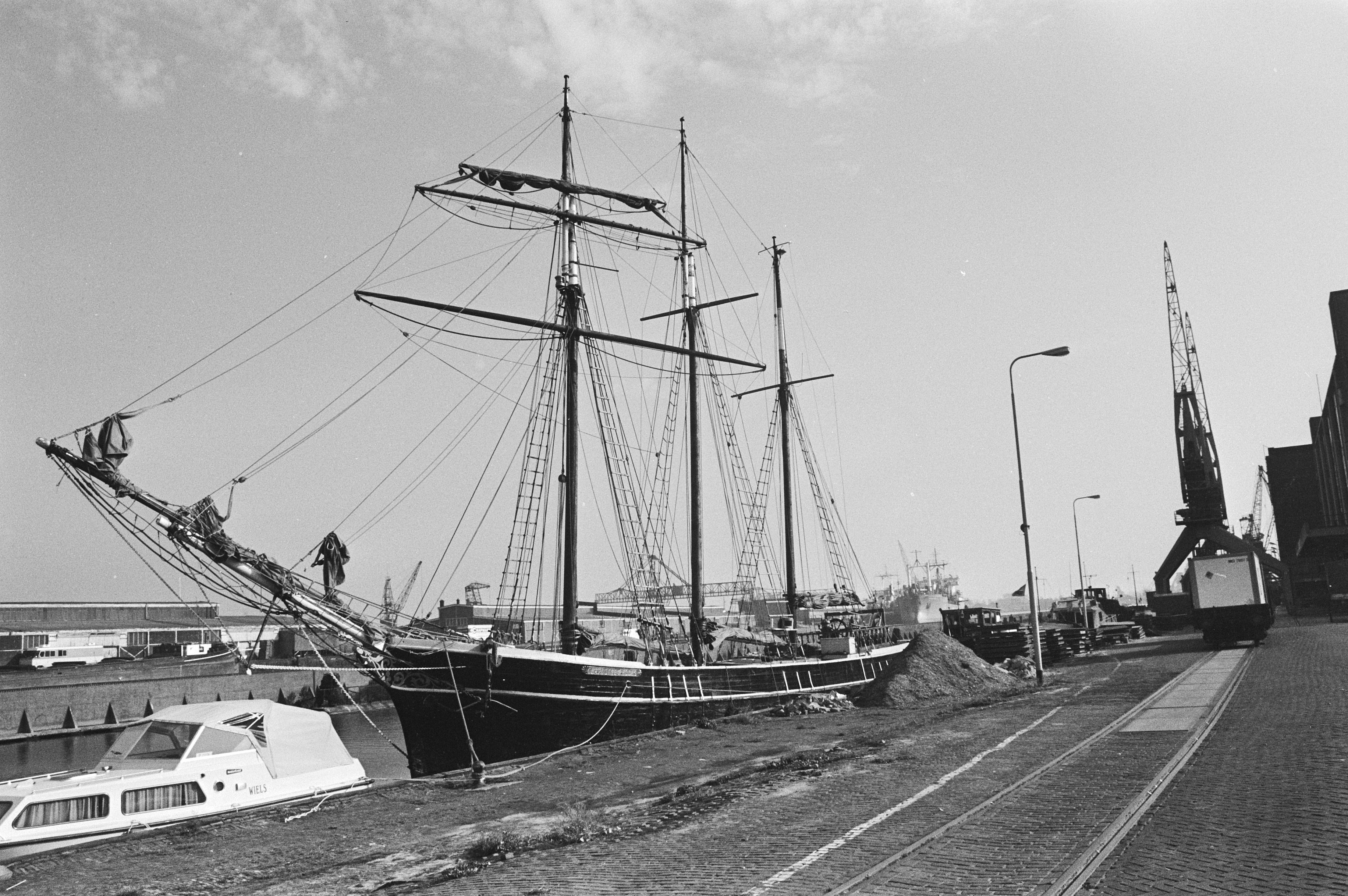
Charlotte Rhodes (1979)
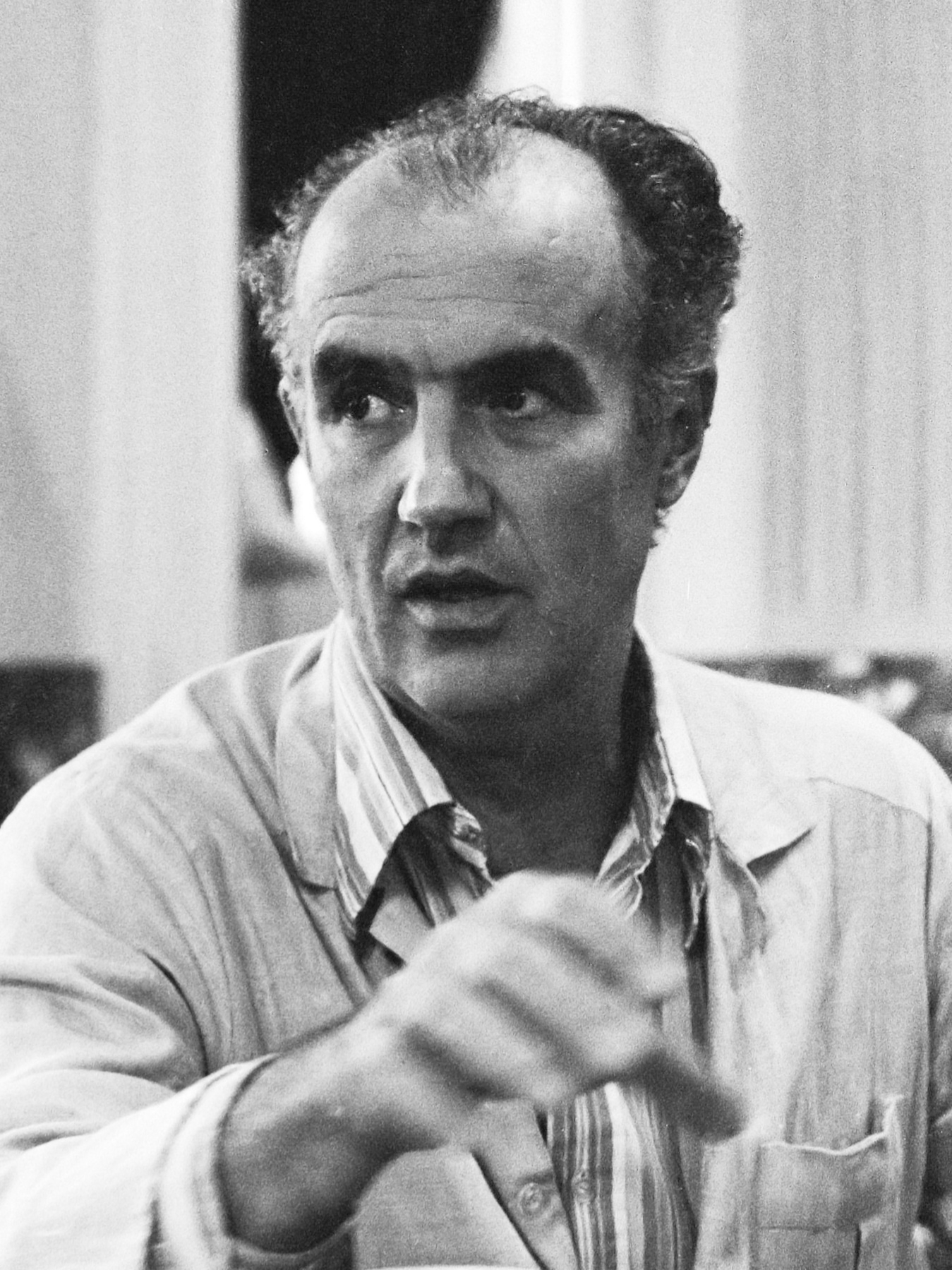
Luigi Nono (1979)
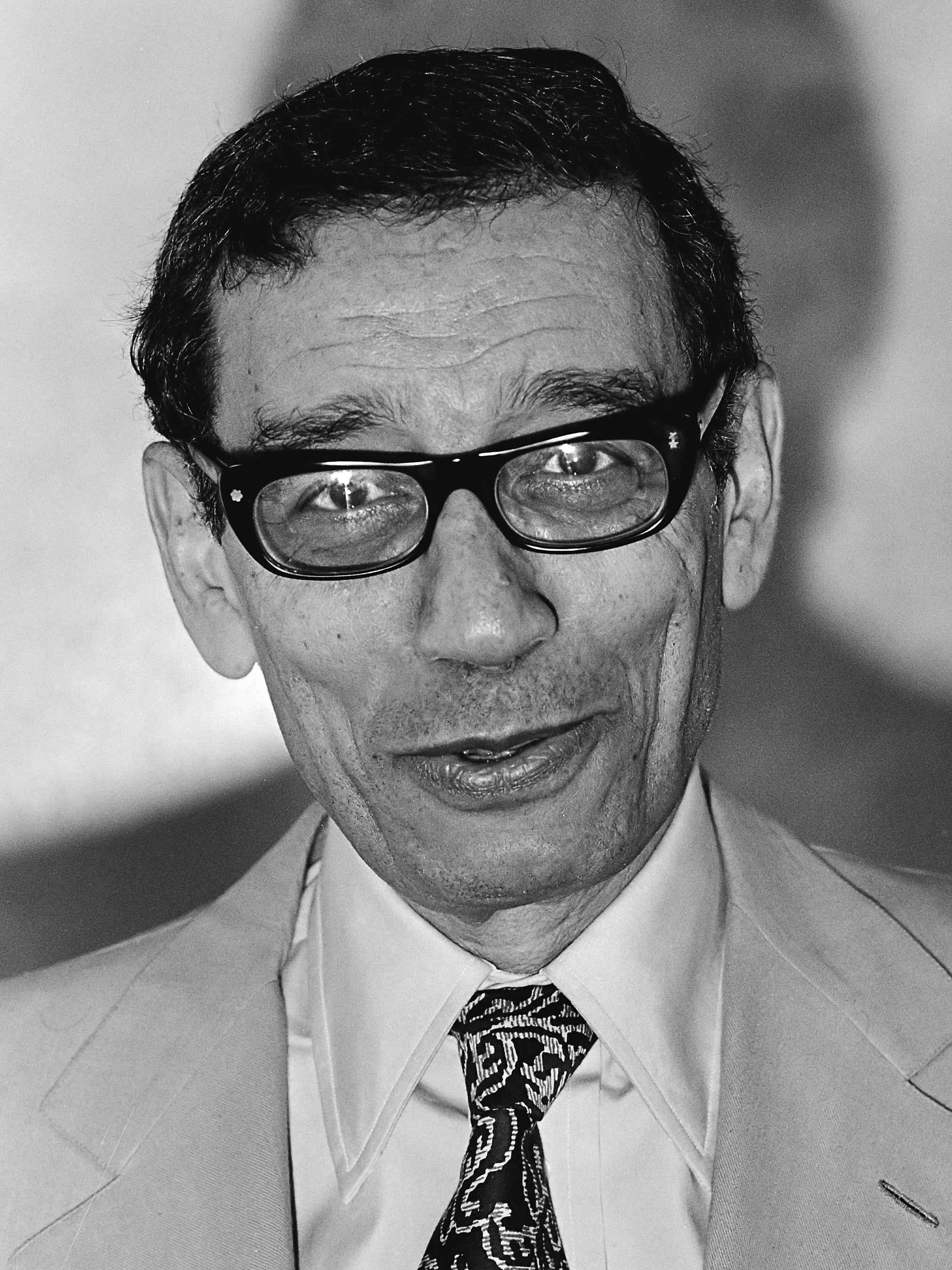
Boutros Boutros-Ghali (1980)
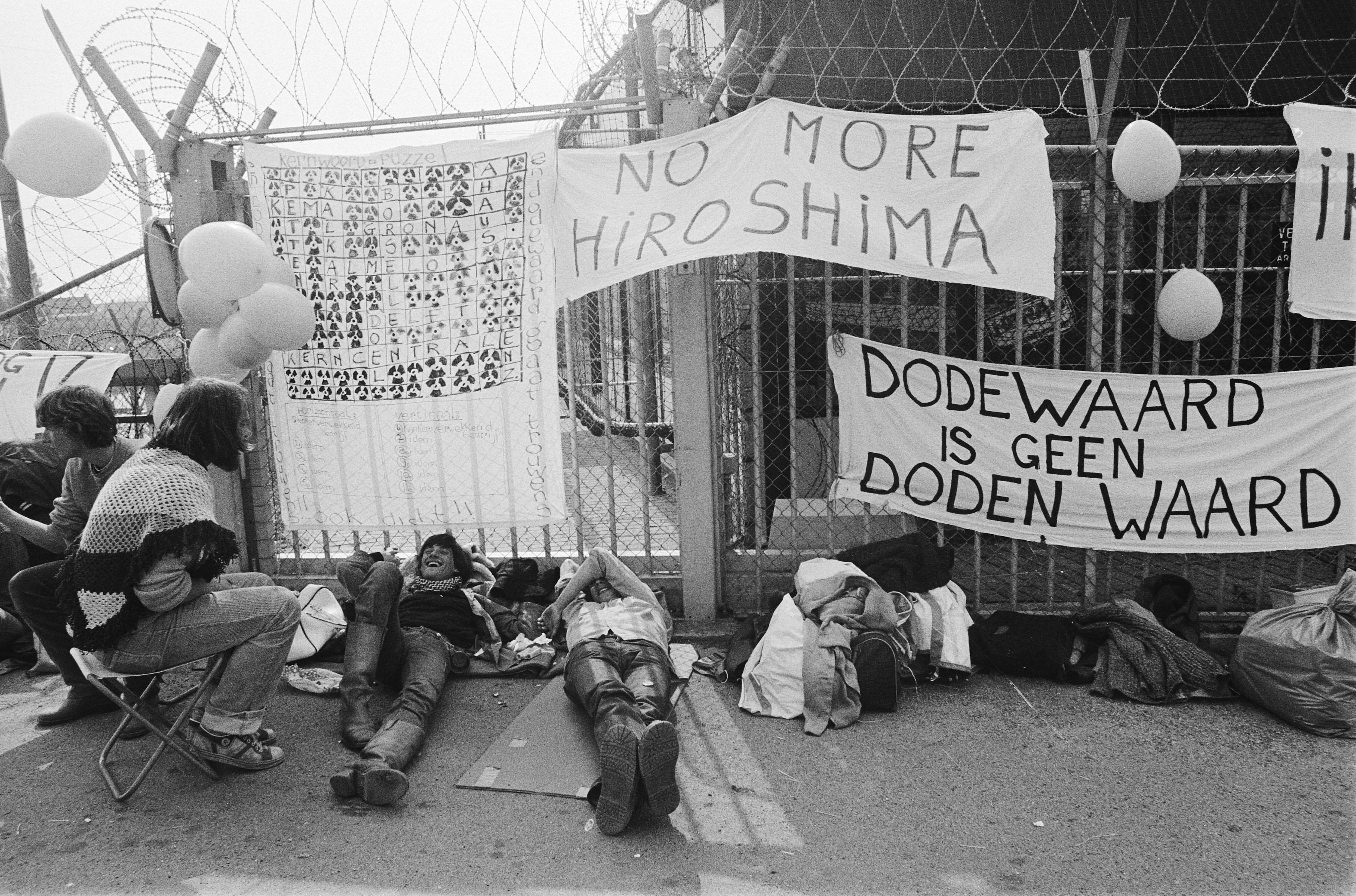
Dodewaard (1980)